# Korethrasteridae
Famille
Les Korethrasteridae sont une famille d'étoiles de mer de l'ordre  des Velatida.

## Liste des genres
Selon World Register of Marine Species (30 mars 2025) :
- genre Korethraster Wyville Thomson, 1873
  - Korethraster hispidus Wyville Thomson, 1873
- genre Peribolaster Sladen, 1889
  - Peribolaster biserialis Fisher, 1905
  - Peribolaster folliculatus Sladen, 1889
  - Peribolaster lictor Fell, 1958
  - Peribolaster macleani Koehler, 1920
  - Peribolaster niveus Kobayashi et al. 2025
- genre Remaster Perrier, 1894
  - Remaster boninensis Kobayashi et al. 2025
  - Remaster gourdoni Koehler, 1912
  - Remaster palmatus (Perrier, 1881)
- genre Becuaster Gale, 2018 †
- genre Furculaster Gale, 2022 †
- genre Kutscheraster Gale, 2022 †
- genre Thuyaster Gale, 2018 †

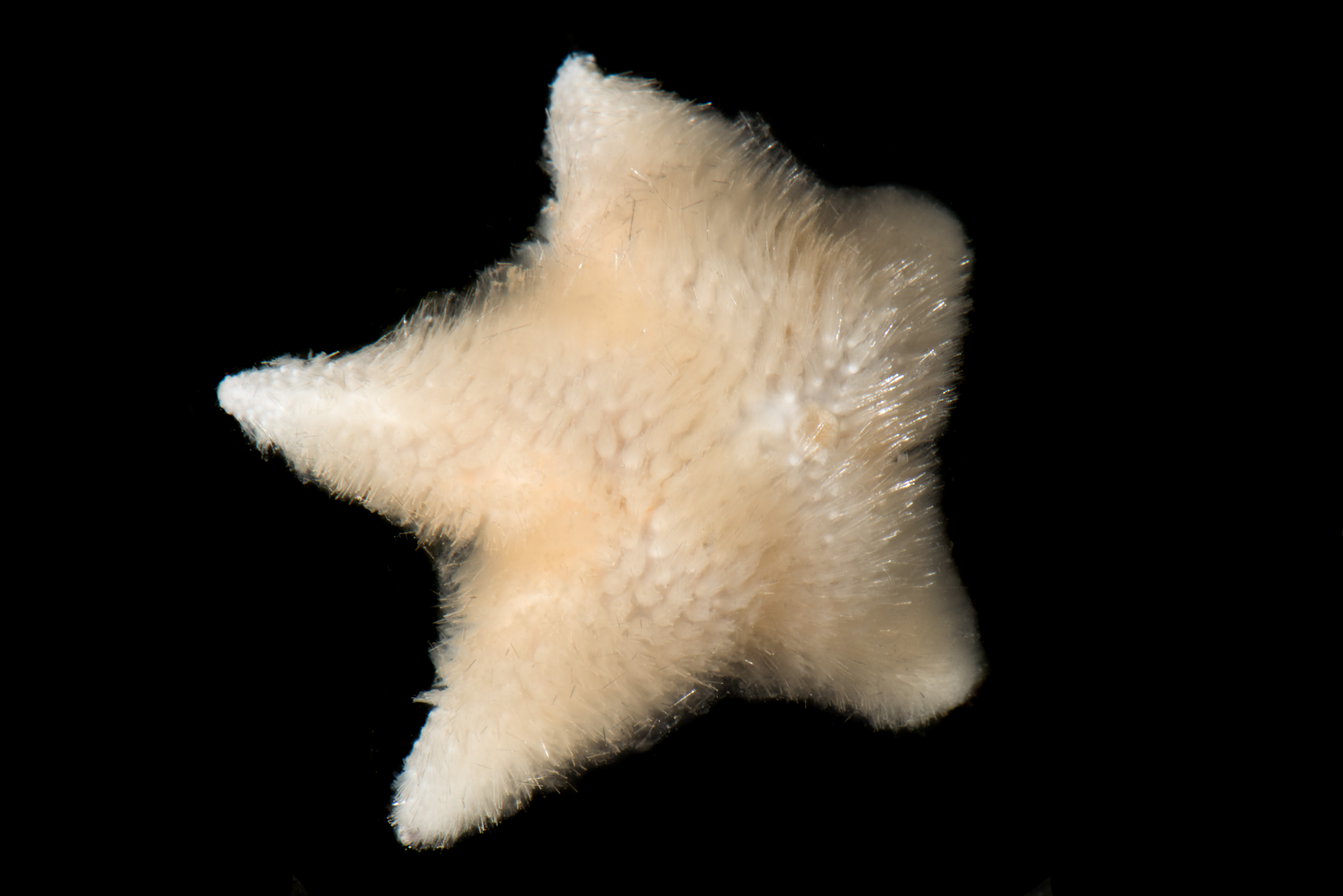
Korethraster hispidus.
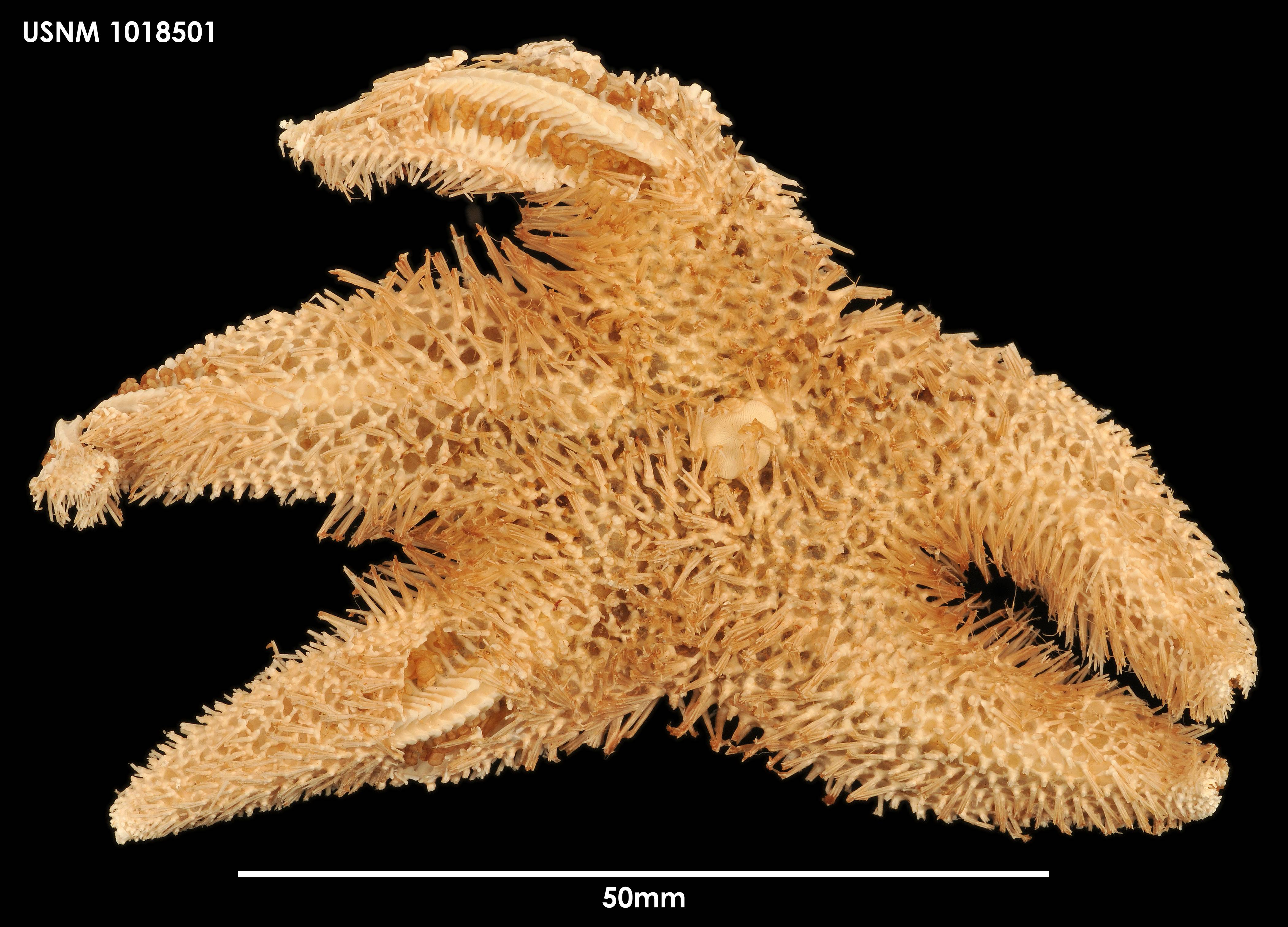
Peribolaster folliculatus (USNM).
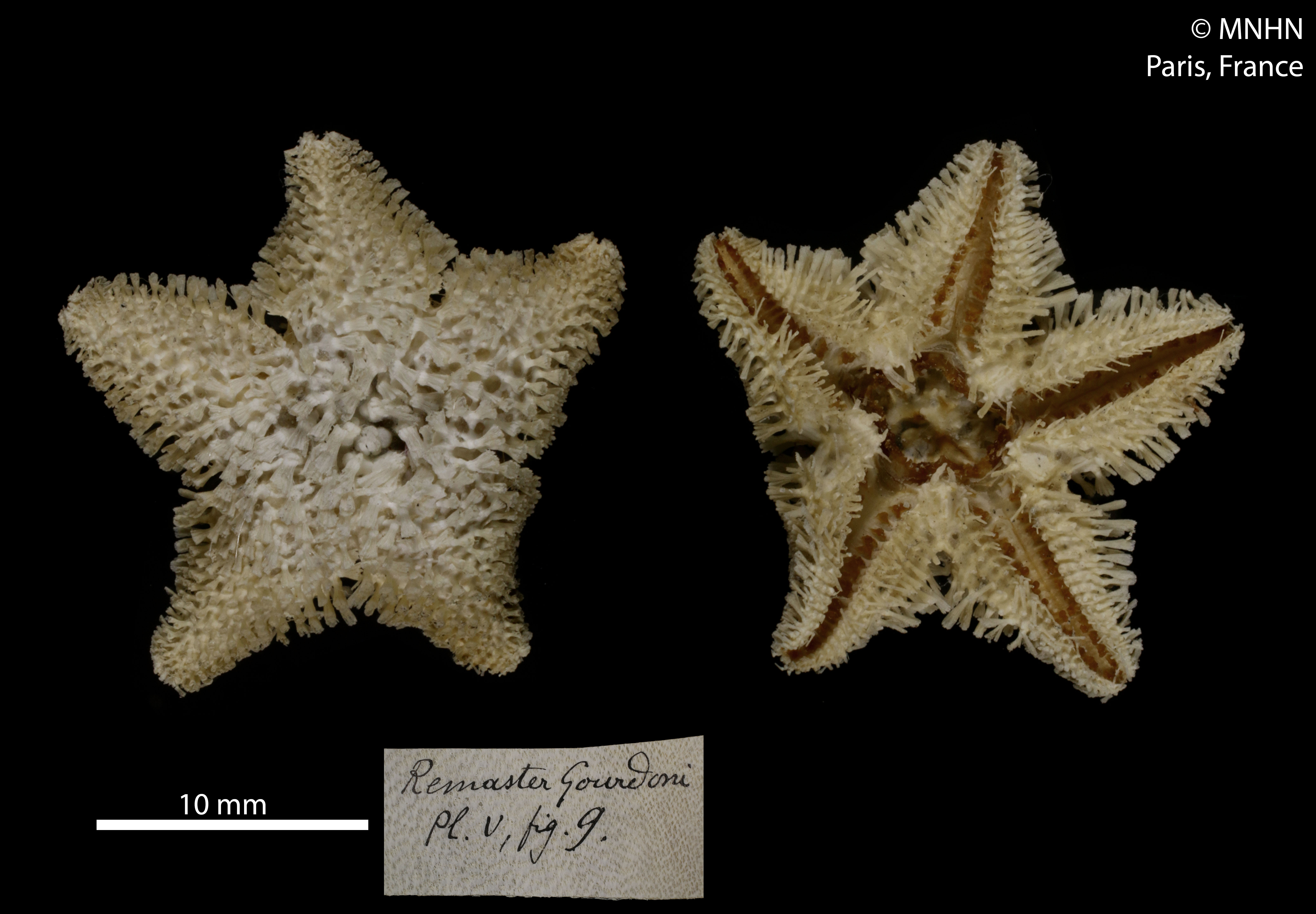
Remaster gourdoni (MNHN).